# James Fallows

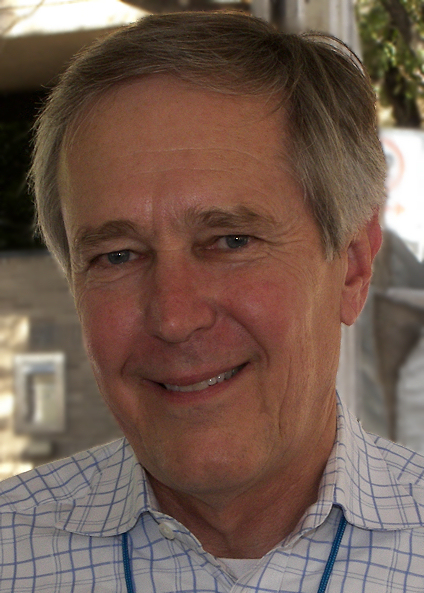
James Fallows (2010)

James Fallows (Filadèlfia, Pennsilvània, 2 d'agost de 1949) és un periodista estatunidenc que ha treballat durant molts anys a The Atlantic Monthly i ha escrit una desena de llibres.
En un moment en què era difícil aconseguir visats per entrar a la Xina, Fallows i la seva família van aprendre esperanto al Japó amb James E. Lieberman, el llavors president de la Lliga Esperantista dels EUA. Així van aconseguir participar en el Congrés Mundial de 1986 a Beijing, fets que explica al seu llibre Postcards from Tomorrow Square: Reports from China. Des de llavors ha escrit en diverses ocasions defensant l'ús d'aquesta llengua auxiliar internacional.
James Fallows ha publicat articles als principals diaris estatunidencs, com The New York Times, The New York Review of Books o The New Yorker. També ha estat l'editor de l'US News and World Report. Els seus articles més influents han tractat temes de política militar, la tecnologia, la Xina i el Japó, i la Guerra de l'Iraq. Ha estat finalista del National Magazine Award cinc vegades, premi que va obtenir el 2003, per "The Fifty-First State?" (The Atlantic, novembre 2002). Aquest article, publicat sis mesos abans de la invasió d'Iraq, exposava les dificultats de l'ocupació del país. També va ser el supervisor editorial del documental "Doing Business in China", que va guanyar un premi Emmy el 2010.
Va treballar escrivint els discursos de Jimmy Carter durant els dos primers anys de la seva presidència, essent la persona més jove que ha tingut mai aquesta responsabilitat. També ha treballat amb Ralph Nader. Va ser el primer president de la New America Foundation, un think tank progressista basat a Washington D.C. Ha estat professor visitant a diverses universitats dels EUA i la Xina, i actualment ocupa la càtedra de mitjans de comunicació dels EUA al Centre d'Estudis dels EUA a la Universitat de Sydney. Ha rebut nombrosos títols honoraris, inclosos els de la Universitat de Utah, la Universitat de Maryland, la Universitat de Redlands, la Northwestern University i l'Ursino College.

## Obres
- The Water Lords: Ralph Nader's study group report on industry and environmental crisis in Savannah, Georgia (1971). ISBN 0-670-75160-X
- Who Runs Congress (1972).
- National Defense (1981). ISBN 0-394-51824-1 Va obtenir el National Book Award el 1983[6]
- More Like Us: Making America Great Again (1989). ISBN 0-395-49857-0
- Looking at the Sun: The Rise of the New East Asian Economic and Political System (1994). ISBN 0-679-76162-4
- Breaking the News: How the Media Undermine American Democracy (1996). ISBN 0-679-44209-X. Vintage Paperback (1997) ISBN 0-679-75856-9
- Free Flight: Inventing the Future of Travel (2001). ISBN 1-58648-140-1
- Blind into Baghdad: America's War in Iraq (2006). ISBN 978-0-307-27796-1
- Postcards from Tomorrow Square: Reports from China ISBN 978-0-307-47262-5
- China Airborne (2012) Random House. ISBN 978-0-375-42211-9